# Saarijärvi (sjö i Finland, Päijänne-Tavastland, lat 61,28, long 26,47)
Saarijärvi är en sjö i Finland. Den ligger i kommunen Heinola i landskapet Päijänne-Tavastland, i den södra delen av landet, 150 km nordost om huvudstaden Helsingfors. Saarijärvi ligger 94,2 meter över havet. Arean är 2,36 kvadratkilometer och strandlinjen är 13,41 kilometer lång. Sjön  ingår i Kymmene älvs huvudavrinningsområde.   I omgivningarna runt Saarijärvi växer i huvudsak blandskog. Den sträcker sig 2,6 kilometer i nord-sydlig riktning, och 2,1 kilometer i öst-västlig riktning.
I övrigt finns följande i Saarijärvi:
- Käyräsaari (en ö)
- Eskonen (en ö)
- Jänissaaret (en ö)
- Kahvisaari (en ö)
- Kutusaari (en ö)